# Vampyrella lateritia
Vampyrella lateritia – gatunek eukariotów z rodziny Vampyrellidae należący do supergrupy Sar o laterytowej barwie.

## Morfologia i anatomia
W cyklu życiowym wyróżniamy następujące postacie:
- trofozoit (podstawowa forma w postaci mniej więcej kulistej ameby)
- plazmodium (forma powstała ze zlania się trofozoitów, pod pewnymi względami je przypominająca, lecz większa; pojawia się zwykle w starych hodowlach przy słabych warunkach pokarmowych; przypominająca nieco śluźnię śluzowców, z którymi w połowie XIX w. wiązano przedstawicieli rodzaju Vampyrella)
- cysty pokarmowe (ang. digestive cysts – z dwiema otoczkami: zewnętrzną delikatną i wewnętrzną sztywną)
- cysty spoczynkowe (ang. resting cysts – obserwowane rzadko; z czterema otoczkami).

Wyróżniamy dwa typy komórek osobniczych należących do tego gatunku, a mianowicie: VL01 i VL02.

### Trofozoit
Kształt ciała podstawowej formy, trofozoitu, mniej więcej kulisty. Zmienny, zwłaszcza podczas wykonywania ruchów ślizgowych, o przekroju od prawie idealnie kołowego po mniej więcej eliptyczny. Cytoplazma podzieloną na bezbarwną ektoplazmę i ceglastoczerwoną lub pomarańczową endoplazmę. Liczne niepulsujące wakuole. Nibynóżki wystają z ciała na wszystkie strony (promieniście), przy czym podczas ruchu mogą gęściej występować z przodu komórki. Bywa podawane, że jeden ich rodzaj jest długi, do trzykrotności średnicy komórki, rzadko rozgałęziający się, a drugi krótki. Ten drugi typ uznawany jest nie za właściwe nibynóżki, lecz granularne twory związane z nibynóżkami. Wytwarzane są też szerokie nibynóżki, lecz zdarza się to rzadko i możliwe jest, że są patologiczne. Komórka bez nibynóżek ma rozmiar 20–50 μm, Hess i inni podają rozmiar 25–40 μm, w starszym wieku do 70 μm (niewykluczone, że w wyniku łączenia komórek). 

### Cysta pokarmowa
Kształtu kulistego lub eliptycznego, często spłaszczona. Małe okrągłe cysty mają średnicę 35 μm, duże eliptyczne osiągają wielkość 50–100 μm. Każda cysta posiada dwie otoczki, zewnętrzną delikatną, wewnętrzną mocniejszą, sztywną.

### Cysta spoczynkowa
Jest otoczona czterema osłonkami, barwy silnie pomarańczowej. Średnica około 25 μm.
Cysty te były tylko obserwowane przy typie komórek VL.02.

## Ekologia
Występuje w zbiornikach astatycznych w matach glonów nitkowatych. Pływa też swobodnie w głębszych warstwach toni wodnej. 
Odżywia się nitkowatymi glonami z rodziny zrostnicowatych (w niektórych obserwacjach stwierdzono, że ignoruje inne nitkowate glony). Odróżnia to ją od siostrzanego gatunku, Vampyrella pendula, który odżywia się uwikłem, ignorując zrostnicowate. Sposób pobierania pokarmu jest złożony, obejmując m.in. tworzenie otworu w ścianie komórkowej ofiary i wchłanianie jej protoplastu w sposób przypominający wysysanie. Po posiłku ze względu na obecność wchłoniętych chloroplastów ofiary w ciele widoczne zielone elementy, a w miarę trawienia endoplazma brązowieje. Na czas trawienia trwającego kilkanaście minut komórka tworzy cystę. W cyście pokarmowej często dochodzi do podziału komórki, a potomne osobniki (zwykle cztery) opuszczają cystę, a przy okazji na drodze egzocytozy na zewnątrz wydostają się pozostałości pożywienia. 

## Ciekawostki
Sposób pobierania pokarmu jest specyficzny dla tego gatunku i kilku pokrewnych. Od niego pochodzi również nazwa rodzajowa nawiązująca do wysysania krwi przez mityczne wampiry. Do rodzaju pokarmu (skrętnicy Spirogyra) nawiązuje synonimiczna nazwa gatunkowa V. spirogyrae proponowana przez Leona Cienkowskiego w publikacji z 1865 r.